# المرماد (وشحة)

تعديل مصدري - تعديل

المرماد هي إحدى قرى عزلة بنى سعد بمديرية وشحة التابعة لمحافظة حجة، بلغ تعداد سكانها 147 نسمة حسب تعداد اليمن لعام 2004.